# Vlad II. Drakul
 Ovo je glavno značenje pojma Vlad II. Drakul. Za druga značenja pogledajte Drakul.
Vlad II. (1400. – 1447.), poznat i kao Vlad Drakul (Vlad Zmaj), bio je vlaški knez, utemeljitelj dinastije Drăculești i član viteškog Reda Zmaja. Vladao je Vlaškom u dva navrata, balansirajući između ugarskog kraljevstva i nadirućeg Osmanskog Carstva, neprestano vodeći borbe s drugim pretendentima na vlaško prijestolje. Najpoznatiji je kao otac Vlada III. Drakule. Ubili su ga vlaški plemići u savezu s ugarskim velikašem Jankom Hunjadijem.